# Apis mellifera intermissa
Apis mellifera intermissa este o subspecie a albinei melifere, Apis mellifera.